# Carlos Tufvesson
Carlos Tufvesson é um estilista brasileiro especializado em vestidos de festa. É filho da também estilista Glorinha Pires Rebelo. Estudou moda na Itália, na Domus Academy, em Milão e na Universidade Cândido Mendes do Rio de Janeiro. Em 2000, abriu um espaço em Ipanema, que dividiu em loja e ateliê.
Em 2001, lançou a primeira coleção Prêt-à-porter, na Semana Barra Shopping, evento precursor do Fashion Rio. Em 2004 estreou na São Paulo Fashion Week.
Desde o ano de 2011 é coordenador da Coordenadoria Especial de Diversidade Sexual da cidade do Rio de Janeiro. (CEDS-Rio).
No mesmo ano foi assunto nacional ao casar em pomposa cerimônia realizada no Museu de Arte Moderna do Rio de Janeiro com o arquiteto gaúcho André Piva.
Carlos Tufvesson é parente do pintor sueco Nils Tufvesson.